# مائوریسیو ماکری

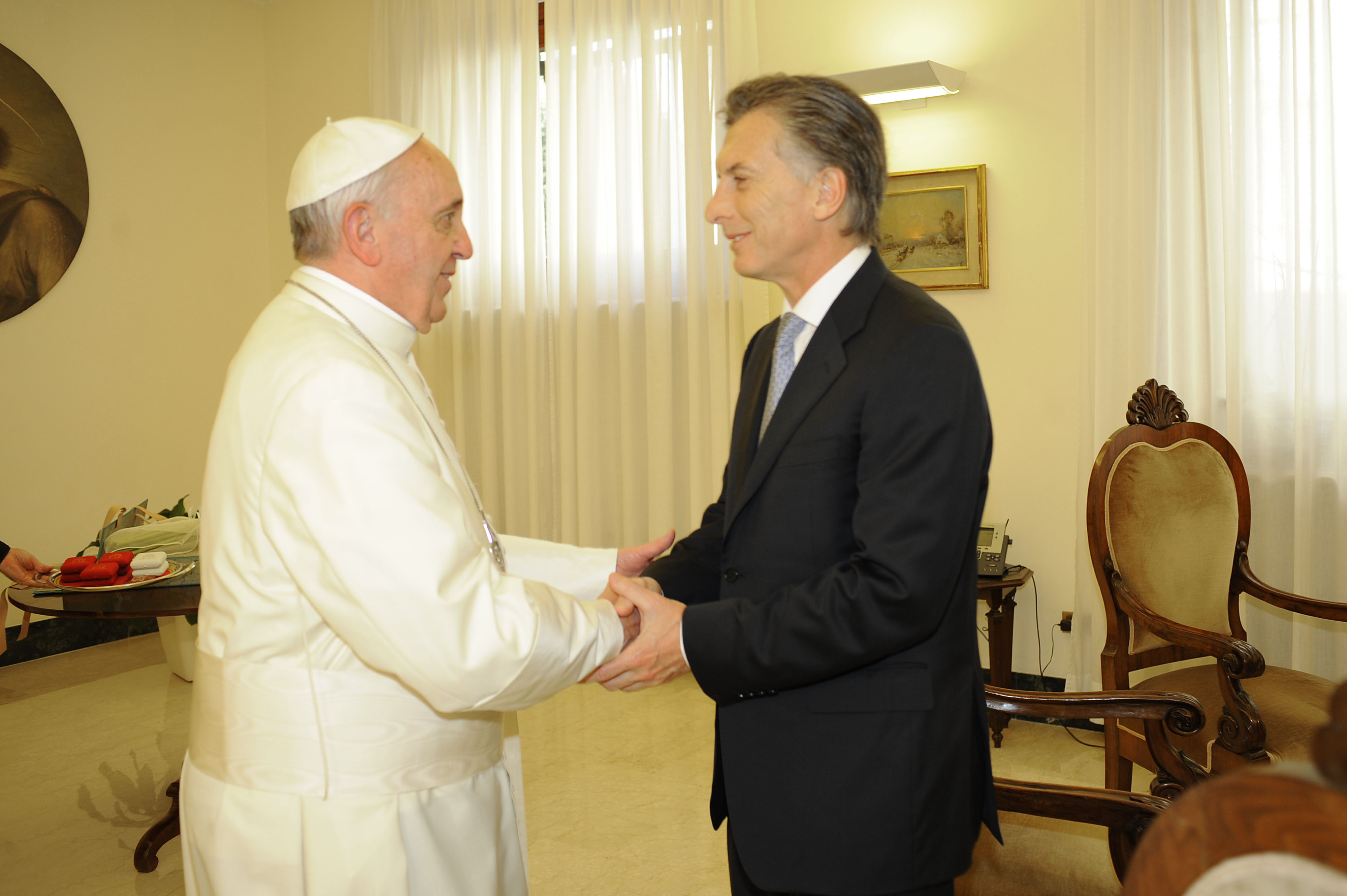

مائوریسیو ماکری (اسپانیایی: Mauricio Macri‎؛ زادهٔ ۸ فوریهٔ ۱۹۵۹) مهندس عمران و سیاست‌مدار آرژانتینی و رئیس جمهور آرژانتین از ۲۰۱۵ تا ۲۰۱۹ است. او رئیس سابق بوکا جونیورز، موفق‌ترین باشگاه فوتبال آرژانتین است. او کاندیدای جناح راست میانه در انتخابات ریاست جمهوری آرژانتین در سال ۲۰۱۵ بود که با پیروزی در دور دوم این انتخابات در برابر رقیب خود دنیل سیولی از جناح چپ، به ریاست جمهوری این کشور برگزیده شد.
او در تاریخ ۱۰ دسامبر ۲۰۱۵ (۱۹ آذر ۱۳۹۴) به عنوان رئیس جمهور آرژانتین سوگند یاد کرد.